# Vermelho Velho
Vermelho Velho, amtlich Distrito de Vermelho Velho, ist einer von sechs Distrikten des Munizips Raul Soares in Minas Gerais, Brasilien. Die gleichnamige Siedlung Vila de Vermelho Velho ist Sitz des Distriktes. Im Jahr 2000 lebten dort 2.625 Bewohner (IBGE/2000), die Vermelhenser genannt werden. Als Distrikt verfügt er über kein Selbstverwaltungsrecht.

## Geographie
Der Distrikt liegt im Biom der Mata Atlântica auf einer Höhe von 468 Meter über Meeresspiegel und ist bergig. Das feuchte subtropische Klima mit Monsun-Einflüssen ist nach Köppen und Geiger als Cwa eingestuft. Er ist etwa 220 km von der Hauptstadt Belo Horizonte entfernt und wird von der Landesstraße MG-329 mit Verbindung in Caratinga zur Bundesstraße BR-116 durchquert. Wirtschaftlich ist das Gebiet in die zu Raul Soares gehörende Mikroregion Ponte Nova eingebunden. Landwirtschaftliche Produkte sind Reis, Mais, Kaffee, Maniok und Zuckerrohr.

## Geschichte
Das Land war traditionelles Siedlungsgebiet der Botokuden (Aimorés) in Minas Gerais. Nach kriegerischen Auseinandersetzungen Anfang des 19. Jahrhunderts fand um 1830 eine erste Besiedlung durch Weiße statt. Der Ortsname Vermelho, deutsch rot, leitet sich aus der Farbtönung eines kleinen Flusses und des Bodens ab, der am 23. Mai 1856 gegründete Distrikt hieß Distrito de Ribeirão Vermelho (Roter-Bach-Distrikt). Der Ribeirão Vermelho verläuft nördlich der Siedlung. Das Territorium wurde nacheinander von den Gemeinden Manhuaçu, Ponte Nova, Caratinga (1890), Bom Jesus do Galho und Raul Soares (ab 1924) verwaltet, aus dem Areal wurde mit rund 113 km² der 12 km entfernte Ort Vermelho Novo („Neues Vermelho“) am 21. Dezember 1995 ausgegliedert und selbständig, während das „Alte Vermelho“ bei Raul Soares blieb. 1930 erfolgte ein Anschluss an die Bahnstrecke Linha de Manhuaçu der Estrada de Ferro Leopoldina. Der Sitz des Distriktes hatte 1950 eine Bevölkerungszahl von 635 Einwohnern, bei der Volkszählung 2000 waren es 2.625 Bewohner, der jedoch überwiegende restliche Teil der Distriktbevölkerung verteilt sich weitläufig auf dem ländlichen Gebiet.
Der Hauptort ist Sitz der am 18. November 1865 errichteten katholischen Pfarrei São Francisco de Assis, die zum Bistum Caratinga gehört. 1946 kam eine presbyterianische Kirche hinzu. Insgesamt finden sich auf dem Gebiet von Vermelho Velho noch 11 weitere kleine Siedlungen (povoados) mit einer eigenen Kapelle.

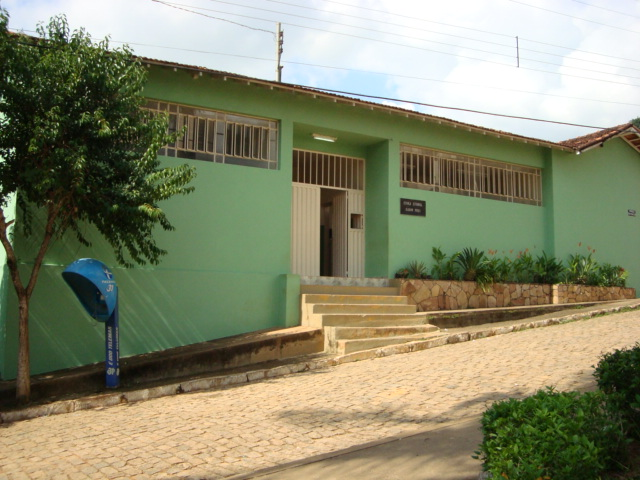
Staatliche Grundschule Albano Pires
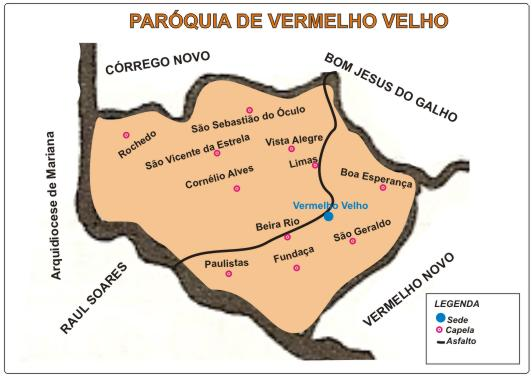
Siedlungen mit Kirchen in Vermelho Velho
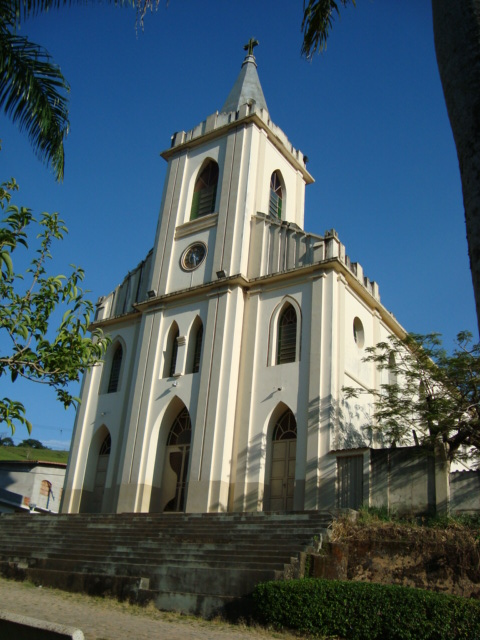
Hauptkirche São Francisco de Assis

## Söhne und Töchter
- José Zeferino Pires (1904–?), Stadtpräfekt von Raul Soares und Abgeordneter in Minas Gerais